# Lleonada de muntanya
La lleonada de muntanya (Coenonympha glycerion) és una espècie de lepidòpter papilionoïdeu de la família dels nimfàlids (Nymphalidae) present als Països Catalans.

## Distribució
S'estén per Europa, Rússia, nord del Kazakhstan i Mongòlia. A la península Ibèrica es troba en zones muntanyoses de la meitat nord.

## Hàbitat
Zones arbustives i herboses i clars de bosc secs o humits. L'eruga s'alimenta de Brachypodium sylvaticum, Cynosurus cristatus, Briza media, Melica ciliata, Bromus i Poa, entre d'altres.

## Període de vol
Una generació a l'any entre finals de maig i agost.